# Кубок Іраку з футболу 2018—2019
Кубок Іраку з футболу 2018-19 — 29-й розіграш кубкового футбольного турніру в Іраку. Титул володаря кубка здобув Аль-Завраа.

## Календар
| Раунд         | Дата                              | Матчі | Клуби   |
| ------------- | --------------------------------- | ----- | ------- |
| Перший раунд  | 12 вересня 2018                   | 12    | 45 → 33 |
| Раунд плей-оф | 5 жовтня 2018                     | 1     | 33 → 32 |
| 1/16 фіналу   | 12-25 жовтня/15-17 листопада 2018 | 16    | 32 → 16 |
| 1/8 фіналу    | 5/10-11 січня 2019                | 8     | 16 → 8  |
| 1/4 фіналу    | 21 січня/7 червня 2019            | 4     | 8 → 4   |
| 1/2 фіналу    | 11 червня 2019                    | 4     | 4 → 2   |
| Фінал         | 26 липня 2019                     | 1     | 2 → 1   |

## 1/8 фіналу
| Команда 1           | Заг.         | Команда 2     | 1-й матч | 2-й матч |
| ------------------- | ------------ | ------------- | -------- | -------- |
| 5/10 січня 2019     |              |               |          |          |
| Аль-Карх            | 2:3          | Ат-Талаба     | 2:2      | 0:1      |
| Нафт Аль-Джануб     | 1:1 пен. 1:3 | Нафт-Майсан   | 1:0      | 0:1      |
| Ель-Діванія         | 1:1 (ч)      | Аль-Хедоод    | 1:1      | 0:0      |
| Аль-Кува Аль-Джавія | +:-          | Аль-Наджаф    | +:-      | +:-      |
| Аль-Самава          | 0:6          | Аль-Нафт      | 0:2      | 0:4      |
| Нафт Аль-Васат      | 0:0 пен. 2:4 | Аманат Багдад | 0:0      | 0:0      |
| Аль-Завраа          | 2:1          | Ербіл         | 0:0      | 2:1      |
| 5/11 січня 2019     |              |               |          |          |
| Аль-Кахраба         | 2:1          | Аш-Шурта      | 1:0      | 1:1      |

## 1/4 фіналу
| Команда 1              | Заг.         | Команда 2           | 1-й матч | 2-й матч |
| ---------------------- | ------------ | ------------------- | -------- | -------- |
| 21 січня/7 червня 2019 |              |                     |          |          |
| Нафт-Майсан            | 1:1 (ч)      | Ат-Талаба           | 1:1      | 0:0      |
| Аль-Кахраба            | 2:2 пен. 4:3 | Аль-Хедоод          | 1:1      | 1:1      |
| Аль-Нафт               | 0:2          | Аль-Кува Аль-Джавія | 0:0      | 0:2      |
| Аманат Багдад          | 0:3          | Аль-Завраа          | 0:1      | 0:2      |

## 1/2 фіналу
| Команда 1           | Рахунок | Команда 2   |
| ------------------- | ------- | ----------- |
| 11 червня 2019      |         |             |
| Ат-Талаба           | 0:3     | Аль-Кахраба |
| Аль-Кува Аль-Джавія | 1:4     | Аль-Завраа  |

## Фінал
| 26 липня 2019 18:00 (EEST) |

| Аль-Завраа     | 1:0      | Аль-Кахраба |
| -------------- | -------- | ----------- |
| Сафаа Хаді 86' | Протокол |             |

| Стадіон «Аль-Шааб», Багдад Арбітр: Ватек Мохаммед |